# Gaitaninovo
Gaitaninovo (în bulgară Гайтаниново) este un sat în Obștina Hadjidimovo, Regiunea Blagoevgrad, Bulgaria.

## Demografie
Componența etnică a satului Gaitaninovo
     Bulgari (98,66%)
     Nicio identificare (1,33%)
     Altele (0%)
La recensământul din 2011, populația satului Gaitaninovo era de 75 locuitori. Din punct de vedere etnic, majoritatea locuitorilor (98,66%) erau bulgari. Pentru 1,33% din locuitori nu este cunoscută apartenența etnică.